# SHOUTcast
SHOUTcast és una tecnologia que utilitza streaming auditiva freeware, desenvolupada per Nullsoft. SHOUTcast utilitza la codificació MP3 o AAC de contingut auditiu i http (Hyper Text Transfer Protocol) com a protocol (també es pot utilitzar multicast) per a transmetre ràdio per Internet.
A diferència de molts llocs web que només ofereixen radio per Internet, SHOUTcast fomenta la creació per part dels seus usuaris de nous servidors de ràdio per Internet gràcies al programari per a servidors que posen a la seva disposició. El format de sortida és llegit per a múltiples programes client, inclosos els productes Nullsoft Winamp, Apple iTunes i Windows Media Player (A partir de la versió 9) i pot ser integrat en un web a través de l'Flash. Amb aquest programari, qualsevol usuari pot crear i adaptar un servidor per a les seves pròpies necessitats. Per exemple, ràdios que només s'utilitzen en xarxes locals i que consumeixen amplada de banda interna però no d'Internet, poden servir per a realitzar economies en la factura de comunicacions d'empreses i organismes diversos.
El catàleg de SHOUTcast conté aproximadament 9 000 servidors de ràdio per Internet, classificats per gènere, amplada de banda de les seves transmissions i pel nombre d'usuaris que l'estan escoltant i que poden servir al mateix temps.